# Bellanca CE
El Bellanca CE fue un avión diseñado para la Maryland Pressed Steel Company, por el diseñador aeronáutico Giuseppe Mario Bellanca. El avión también fue llamado Bellanca C.E. o "Biplano Tractor CE".

## Diseño y desarrollo
Este avión fue un derivado del anterior Bellanca CD, con un motor más potente (un Anzani de 45 hp en vez del de 35 hp) y un sistema diferente de control del alabeo, ya que utilizaba alerones, en vez de la flexión del ala.

## Historia operacional
Aunque se construyó un ejemplar, no entró en producción en masa, ya que al finalizar la Primera Guerra Mundial se cancelaron todos los contratos. El avión fue comprado en 1919 por un instructor de vuelo llamado Clarence Duncan Chamberlin. Chamberlin voló el C.E. a Glen Falls, Nueva York, comentando que Bellanca le había proporcionado unas estimaciones muy conservadoras acerca de las prestaciones del avión y que no exageraba sus capacidades. Bellanca seguiría siendo amigo de Chamberlin, contratándolo como su jefe de pilotos de prueba, y finalmente estableciendo un récord aéreo transcontinental en el Wright-Bellanca WB-2 Columbia (diseñado por Bellanca).

## Especificaciones

### Características generales
- Tripulación: Un piloto.
- Capacidad: Un pasajero.
- Longitud: 5,6 m
- Envergadura: 8,5 m
- Altura: 2,2 m
- Peso vacío: 226,8 kg
- Peso cargado: 351,5 kg
- Planta motriz: 1× motor radial de 3 cilindros refrigerado por aire Anzani.
  - Potencia:  55 hp

### Rendimiento
- Velocidad nunca excedida (Vne): 164,2 km/h
- Velocidad crucero (Vc): 128,7 km/h
- Velocidad de entrada en pérdida (Vs): 61,2 km/h
- Alcance: 563,3-724,2 km
- Techo de vuelo: 5181,6 m (17000 pies)

### Secuencias de designación
- Secuencia Letras/Letras y números (de Bellanca): CD - CE - CF - WB-2 - CH-200 →